# Idade do Ferro na Suécia

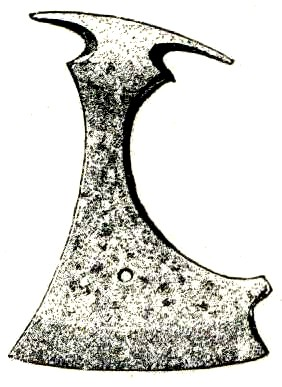
Machado de ferro achado na ilha da Gotlândia

A Idade do Ferro na Suécia (em sueco: Järnåldern i Sverige) abrange o período em que foi introduzido a utilização e o fabrico de objetos de ferro. Os arqueólogos e historiadores costumam delimitar a Idade do Ferro nos países nórdicos entre aproximadamente 500 a.C. e 1050 d.C., dividindo-a  em vários subperíodos:
- Idade do Ferro pré-romana (500 a.C.–1 d.C.)
- Idade do Ferro romana (1–375)
- Era das Migrações (375–550)
- Era de Vendel (550–700)
- Era Viquingue (700–1050)

Tal como o bronze, o primeiro ferro foi trazido da Europa. Mas, ao contrário do bronze, na Suécia havia minério para produzi-lo, pelo que os habitantes da Escandinávia descobriram que podiam fabricar ferro a partir dos depósitos de minerais férreos existentes nos lagos e pântanos da região. Forjando o ferro, era agora possível fabricar ferramentas e armas melhores e mais baratas: espadas, facas, machados, foices, martelos, pregos, e muitos outros utensílios. Novas estruturas sociais substituíram a economia da Idade do Bronze, baseadas na obtenção, transporte e transformação do minério de ferro em objetos de ferro para uso prático e trocas comerciais. Peles e escravos passaram a ser mercadorias importantes nesta nova era, em que alguns homens ganharam uma nova importância e poder, muito acima dos outros. As diferenças sociais aumentaram e os conflitos recrudesceram. Foram construídos castelos, como o Forte de Eketorp na ilha da Olândia.
Nos túmulos da época, têm sido encontrados numerosos objetos provenientes do estrangeiro, indicando a existência de trocas comerciais entre a Escandinávia e a Europa e até o Médio Oriente. Existiram duas cidades - Birca no Vale do Malar e Uppåkra na Escânia - onde eram produzidos e comerciados produtos de ferro, bronze, ouro e prata. Escavações arqueológicas nesses locais trouxeram à luz do dia moedas e artefatos da Grécia, Roma, Pérsia, França, Alemanha e Ucrânia. A primeira escrita conhecida nos países nórdicos surgiu neste período: inscrições, usando carateres rúnicos, de inspiração grega e romana, em armas e joias, assim como em pedras rúnicas.